# Regiones di Ganimede
Segue una lista delle regiones presenti sulla superficie di Ganimede. La nomenclatura di Ganimede è regolata dall'Unione Astronomica Internazionale; la lista contiene solo formazioni esogeologiche ufficialmente riconosciute da tale istituzione.
Le regiones di Ganimede portano i nomi di astronomi che hanno scoperto satelliti di Giove.

## Prospetto
| Regio           | Eponimo | Latitudine | Longitudine | Diametro |
| --------------- | --- | ---------- | ----------- | -------- |
| Barnard Regio   | Edward Emerson Barnard – Astronomo statunitense (1857-1923). Scopritore di Amaltea.                         | 10,7° S    | 19° W       | 3200 km  |
| Galileo Regio   | Galileo Galilei – Astronomo Italiano (1564-1642). Scopritore di Io, Europa, Ganimede e Callisto.            | 47° N      | 129,6° W    | 5000 km  |
| Marius Regio    | Simon Marius – Astronomo tedesco (1570-1624). Coscopritore di Io, Europa, Ganimede e Callisto.              | 6,8° N     | 181,2° W    | 4000 km  |
| Melotte Regio   | Philibert Jacques Melotte – Astronomo britannico (1880-1961). Scopritore di Pasifae.                        | 11,94° S   | 248,05° W   | 4100 km  |
| Nicholson Regio | Seth Barnes Nicholson - Astronomo statunitense (1891-1963). Scopritore di Sinope, Lisitea, Carme ed Ananke. | 33,5° S    | 4,8° W      | 3900 km  |
| Perrine Regio   | Charles Dillon Perrine - Astronomo argentino-statunitense (1867-1951). Scopritore di Himalia ed Elara.      | 33,2° N    | 32,5° W     | 3800 km  |